# Bolečina in slava
Bolečina in slava (špansko Dolor y gloria) je španski dramski film iz leta 2019, ki ga je režiral in zanj napisal scenarij Pedro Almodóvar. V glavnih vlogah nastopajo Antonio Banderas, Asier Etxeandia, Leonardo Sbaraglia, Nora Navas, Julieta Serrano in Penélope Cruz. Zgodba prikazuje starejšega filmskega režiserja, ki zaradi vse večjih kroničnih zdravstvenih in psiholoških težav ni več sposoben snemati filmov, ob tem se spominja svojih preteklih življenjskih odločitev.
Film je bil premierno prikazan 22. marca 2019 v španskih kinematografih in je naletel na dobre ocene kritikov. V tujini je bil prvič prikazan na Filmskem festivalu v Cannesu, kjer se je potegoval za zlato palmo, osvojil pa nagradi za najboljšega igralca (Banderas) in filmsko glasbo (Alberto Iglesias). Na 92. podelitvi oskarjev je bil nominiran za najboljši mednarodni celovečerni film in najboljšega igralca (Banderas).

## Vloge
- Antonio Banderas kot Salvador Mallo
  - Asier Flores kot mladi Salvador Mallo
- Asier Etxeandia kot Alberto Crespo
- Leonardo Sbaraglia kot Federico Delgado
- Nora Navas kot Mercedes
- Penélope Cruz kot mlada Jacinta
  - Julieta Serrano kot Jacinta
- César Vicente kot Eduardo
- Cecilia Roth kot Zulema
- Susi Sánchez kot Beata
- Raúl Arévalo kot Venancio Mallo
- Pedro Casablanc kot dr. Galindo
- Julián López kot voditelj
- Sara Sierra kot Conchita
- Rosalía kot Rosita
- Marisol Muriel kot Mari
- Paqui Horcajo kot mlada Mercedes
- Agustín Almodóvar kot duhovnik